# Ixias kuehni
Ixias kuehni is een vlindersoort uit de familie van de Pieridae (witjes), onderfamilie Pierinae. De wetenschappelijke naam van de soort is voor het eerst geldig gepubliceerd in 1892 door Röber.